# Colette Deréal
Colette Deréal (* 22. September 1927 in Saint-Cyr-l’École; † 12. April 1988 in Monaco) war eine französische Chansonsängerin und Schauspielerin.

## Leben und Wirken
In den 1950er Jahren war sie vor allem als Schauspielerin französischer Produktionen zu sehen.
Sie wurde beauftragt, Monaco beim Grand Prix Eurovision de la Chanson 1961 zu vertreten. Mit dem Chanson Allons, allons les enfants wurde sie auf den zehnten Platz gewählt.